# Dublinia
Dublinia è un museo storico di Dublino, situato in una parte della Cattedrale di Christ Church nota come "synod hall" e incentrato sulla storia vichinga e medievale della città.
È presente un'attiva rievocazione storica, con attori che recitano la parte di abitanti di Dublino vichinghi e medievali (in costume) e che incoraggiano i visitatori a partecipare.
La mostra aprì nel 1993, e fu ri-messa a punto nel 2010 per il costo di 2 milioni di euro. Il museo attira oltre 125000 visitatori all'anno.